# Червикати
Червикати је насеље у Италији у округу Козенца, региону Калабрија.
Према процени из 2011. у насељу је живело 436 становника. Насеље се налази на надморској висини од 475 м.

## Становништво
Према резултатима пописа становништва 2011. у општини је живело 888 становника.
| 1951. | 1961. | 1971. | 1981. | 1991. | 2001. | 2011. |
| ----- | ----- | ----- | ----- | ----- | ----- | ----- |
| 1.576 | 1.427 | 1.113 | 1.056 | 1.076 | 1.018 | 888   |